# متلازمة غريغ سيفالو بولي سايندكتلي
متلازمة غريغ سيفالو بولي سايندكتلي هي اضطراب يؤثر على نمو الأطراف والرأس والوجه. تتنوع سمات هذه المتلازمة بدرجة كبيرة، وتتراوح من خفيفة جدًا إلى شديدة. عادةً ما يكون لدى الأشخاص الذين يعانون من هذه الحالة إصبع أو أصابع إضافية واحدة أو أكثر (تعدد أصابع) أو إبهام عريض بشكل غير طبيعي أو إصبع كبير (إبهام القدم).

## مقدمة
قد يلتحم الجلد بين أصابع اليدين والقدمين (ارتفاق جلدي). ويتميز هذا الاضطراب أيضًا بالعيون المتباعدة (فرط ضغط العين)، وكبر حجم الرأس بشكل غير طبيعي (استسقاء الرأس)، وجبهة مرتفعة وبارزة. بشكل نادر، يعاني الأفراد المصابون من مشاكل طبية أكثر خطورة بما في ذلك نوبات اختلاج وتأخر النمو.

## الفيزيولوجيا المرضية
متلازمة غريغ سيفالو بولي سايندكتلي هي حالة صبغية مرتبطة بالصبغي 7. الطفرات في مورثة جي أل آي 3 تسبب متلازمة غريغ سيفالو بولي سايندكتلي. توفر المورثة جي أل آي 3 تعليمات لصنع بروتين يتحكم في التعبير الوراثي، وهي عملية تنظم ما إذا كانت المورثات تعمل أم لا في خلايا معينة. من خلال التفاعل مع مورثات معينة في أوقات محددة أثناء التطور الجنيني، يلعب بروتين جي أل آي 3 دورًا في التشكيل الطبيعي (التنميط) للعديد من الأعضاء والأنسجة قبل الولادة.
التغيرات الوراثية المختلفة التي تنطوي على المورثة جي أل آي 3 يمكن أن تسبب متلازمة غريغ سيفالو بولي سايندكتلي. في بعض الحالات، تنتج الحالة عن خلل في الصبغي، مثل الحذف الكبير أو نقل المادة الوراثية، في منطقة الصبغي 7 الذي يحتوي على مورثة جي أل آي 3. في حالات أخرى، تكون طفرة في مورثة جي أل آي 3 مسؤولة عن هذا الاضطراب. كل من هذه التغييرات الجينية تمنع نسخة واحدة من المورثة في كل خلية من إنتاج أي بروتين وظيفي. لا يزال من غير الواضح كيف يعطل انخفاض كمية هذا البروتين التطور المبكر الروحي الحركي ويسبب السمات المميزة لمتلازمة غريغ سيفالو بولي سايندكتلي.
هذه الحالة موروثة كنمط صبغي جسمي سائد، مما يعني أن المورثة المعيبة تقع على صبغي جسمي، ونسخة واحدة فقط من مورثة جي أل آي 3 معيبة كافية للتسبب في الاضطراب. في حالات الوراثة السائدة، يرث الشخص المصاب الطفرة الوراثية أو الشذوذ الصبغي من أحد الوالدين الحاملين للطفرة.
الحالات النادرة من هذه المتلازمة تشاهد بشكل متفرق، وتظهر في أشخاص الذين ليس لديهم تاريخ لهذه المتلازمة في عائلاتهم.

## التشخيص
لا يمكن تشخيص هذه المتلازمة بسهولة. الشكل الرئيسي للتشخيص هو وضع فرضية، إذا كان لدى الشخص الثالوث المعتاد من تعدد الأصابع مع ارتفاق جلدي لطرف واحد على الأقل، واستسقاء رأس، وتباعد العينين. ومع ذلك، يمكن إجراء تشخيص نهائي إذا كان هناك نمط ظاهري ناتج عن طفرة وراثية جي سي بي أس وجي أل آي 3. ويمكن أيضًا إجراؤه إذا كان لدى الشخص فرد من العائلة أو قريب مصاب بالمتلازمة. من المحتمل أن الموجات فوق الصوتية السابقة للولادة يمكن أن تكشف استسقاء الرأس، ويمكن أن تكشف الموجات فوق الصوتية عالية الدقة تعدّد الأصابع وتلاحم الأصابع. هناك الكثير من التشاخيص التفريقية، بما في ذلك أكثر من 100 متلازمة واضطراب يمكن أن يسبب تعدد الأصابع. ومع ذلك، هناك عدد قليل من الأمراض تحمل التباس كبير مع هذه المتلازمة. تشمل هذه الأمراض: متلازمة أكروسالوسال، متلازمة كاربينتر، ومتلازمة غورلين.